# Infoglobo
Infoglobo foi uma empresa brasileira fundada em 1925 e que atuava na publicação dos jornais do grupo, publicava 4 jornais (O Globo, Extra, Expresso e Valor Econômico), seus respectivos sites, era proprietária do site de classificados Zap Imóveis e da Agência de Notícias O Globo.
Em 12 de janeiro de 1999, a Infoglobo inaugurou o maior parque gráfico de jornais da América Latina na cidade de Duque de Caxias no estado do Rio de Janeiro, com capacidade de produzir 800 mil exemplares em um dia e com uma área de 175 mil metros quadrados, o investimento total da empresa foi de US$ 180,0 milhões.
A Infoglobo foi a segunda maior empresa de jornais impressos do Brasil, perdendo apenas para o Grupo Folha que publica o jornal Folha de S.Paulo.
Em 29 de setembro de 2016, com a aprovação, pelo Cade, para a aquisição da participação acionária do Grupo Folha pelo Grupo Globo no Valor Econômico, este último se tornou parte integral do Infoglobo.
Em 1 de janeiro de 2017, a Infoglobo inaugurou sua nova sede, localizada na Cidade Nova, região central do Rio, focando na era digital, que ampliará a oferta de conteúdo exclusivo e de análises para diferentes plataformas: celular, tablet, computador e edições impressas. Com a integração das redações, não haverá mais diferença entre o conteúdo impresso e o online, e facilitará o compartilhamento de informações entre os jornais O Globo, Extra, Expresso, Valor Econômico e da Editora Globo. Em agosto de 2017, a Infoglobo se tornou distribuidora dos quadrinhos publicados pela Panini Comics no Rio de Janeiro.
Em janeiro de 2018, a Infoglobo, o Valor Econômico e as Edições Globo Condé Nast deixaram de existir como empresas autônomas e se tornaram divisões sob o guarda-chuva da Editora Globo. A fusão faz parte do projeto Uma Só Globo.